# Avenue Montgolfier
L'avenue Montgolfier (en néerlandais: Montgolfierlaan) est une avenue bruxelloise de la commune de Woluwe-Saint-Pierre qui va de l'avenue Grandchamp à la rue Konkel sur une longueur totale de 700 mètres.